# Canet-de-Salars
 Canet-de-Salars  là một xã ở tỉnh Aveyron, thuộc vùng Occitanie ở miền nam nước Pháp.